# Genealogija Julijevsko-klaudijevske dinastije
Julijevci (lat.: Iulii) je stara rimska patricijska porodica, koja dolazi iz Alba Longa.
Prezime su dobili po legendarnom praocu Julu, koji je prema legendi sin trojanskog junaka Eneje.